# 大熊祐香
大熊 祐香（おおくま ゆうか 1992年1月20日 - ）は日本道路交通情報センター岡山センターの職員、エフエム香川の元アナウンサー。香川県出身。

## 来歴
テレビ朝日アスクに通い、アナウンスを学ぶ。
2015年にFM香川へ入社し、同年4月6日からJOY-U・CLUBを担当。翌月5月4日放送分からソロデビュー。2019年3月に退社。
2024年の時点では日本道路交通情報センター岡山センターに在籍している

## 現在の出演番組
- 道路情報（岡山シティエフエム）

## 過去の出演番組
- JOY-U・CLUB（月・火曜担当）
- ニュース